# کبین جان (مریلند)
کبین جان (به انگلیسی: Cabin John) شهری در ایالت مریلند کشور ایالات متحده آمریکا است که جمعیت آن در سرشماری سال ۲۰۱۰ میلادی، ۲٬۲۸۰ نفر بوده‌است.